# Crise humanitaire à Gaza depuis 2023
Pour un article plus général, voir Guerre à Gaza depuis 2023.

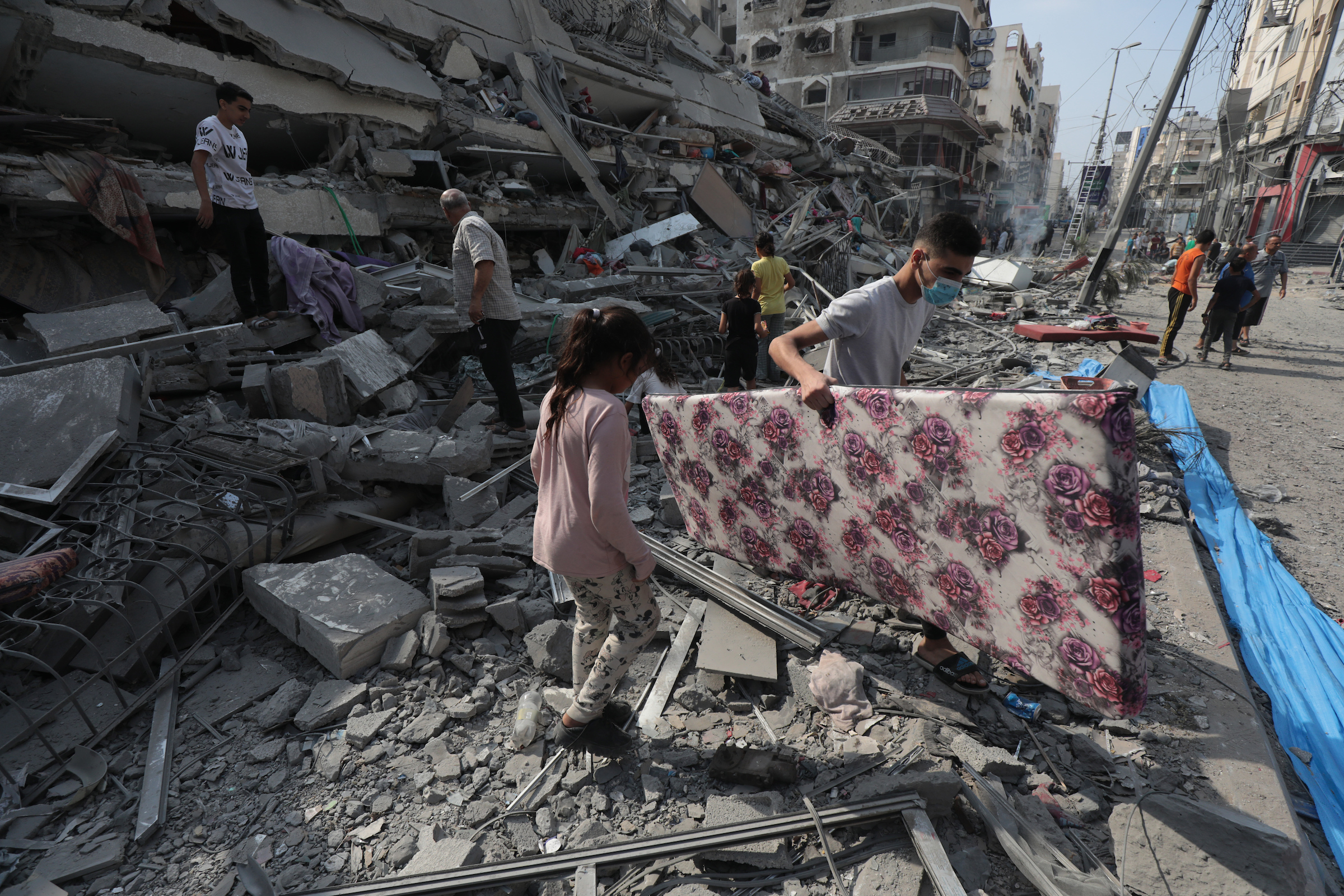
Des habitants inspectent les ruines d'un appartement détruit par les frappes aériennes israéliennes.

La bande de Gaza connaît une situation continue de crise humanitaire durant la guerre à Gaza depuis 2023.

## Historique
Au début de la guerre, Israël met en œuvre un blocus complet de la bande de Gaza, ce qui entraîne d’importantes pénuries de carburant, de nourriture, de médicaments, d’eau et de fournitures médicales essentielles,. Ce siège provoque également une baisse de 90 % de la disponibilité de l'électricité, affectant l'alimentation électrique des hôpitaux, les stations d'épuration et la fermeture des usines de dessalement qui fournissent de l'eau potable Des épidémies généralisées se propagent à Gaza.
Les bombardements intensifs israéliens causent des dégâts aux infrastructures de Gaza, aggravant encore la crise. Conflict Damage revèle qu'entre 49,7 % (142 000) et 61,5 % (176 000) des bâtiments ont été détruits ou endommagé dans la bande de Gaza.
Le ministère de la Santé du Hamas fait état de plus de 4 000 enfants tués au cours du premier mois de la guerre. Le 6 novembre, le secrétaire général de l'ONU António Guterres déclare que Gaza est « devenue un cimetière pour les enfants »,,.
Des organisations telles que Médecins sans frontières, la Croix-Rouge et l'UNICEF, l'Organisation mondiale de la santé, la Programme des Nations unies pour le développement, le Fonds des Nations Unies pour la population et le Programme alimentaire mondial mettent en garde contre un désastre humanitaire,,. Le 8 novembre, le commissaire aux droits de l'homme de l'ONU, Volker Türk, décrit le passage de Rafah comme « les portes d'un cauchemar vivant. »
Dix experts indépendants de l'ONU ont souligné en juillet 2024 que « la campagne de famine intentionnelle et ciblée d'Israël contre le peuple palestinien est une forme de violence génocidaire et a entraîné une famine dans toute la bande de Gaza ».
En juillet 2024, le virus de la poliomyélite est détecté dans plusieurs échantillons d'eaux usées de la bande de Gaza par le ministère de la Santé du Hamas. Le ministère de la Santé israélien confirme également la présence de la poliomyélite dans la région de Gaza. Après neuf mois de guerre, le manque de carburant a provoqué l'arrêt des stations de pompage des eaux usées à Deir el-Balah, ce qui aggrave les risques épidémiques. Les conditions de surpopulation dans lesquelles vivent les habitants de Gaza favorisent également la transmission du virus,. L'armée israélienne démarre une campagne de vaccination de ses soldats contre le virus.
Le Monde note que plus de la moitié des installations d'eau et de traitement des eaux usées sont hors service, et que les décharges sont inaccessibles. Le manque de carburant empêche la collecte des déchets, entraînant l'accumulation de plus de 300 000 tonnes de déchets solides. La chaleur et la surpopulation exacerbent le risque de maladies comme le choléra, la gale, et l'hépatite A.
D'après l'Unicef, la bande de Gaza est un véritable « enfer sur terre » pour le million d'enfants qui y vit. L'ONU indique en décembre 2024 que « Gaza compte le plus grand nombre d’enfants amputés par habitant au monde ». Selon l'organisation, « beaucoup d'enfants perdent des membres et subissent des opérations chirurgicales sans même d'anesthésie. Ce à quoi nous assistons pourrait bien être l’un des crimes internationaux les plus graves ».

### Blocus humanitaire
Début mars 2025, le gouvernement israélien instaure un blocage de l'aide alimentaire et quelques jours plus tard coupe le dernier accès à l'électricité, arrêtant de fait l'unique usine de dessalement pour la production d'eau potable,. Ce blocus provoque une famine effroyable ; les ressources alimentaires sont pillées par des clans mafieux, dont les attaques sont soutenues systématiquement par des drones israéliens « dans le but de préparer l’éviction des agences de l’ONU et d’y créer le chaos ».
Les distributions des rares nourritures autorisées à entrer à Gaza, confiées par Israël à des sociétés privées, donnent lieu à des fusillades quotidiennes sur les Palestiniens par l'armée israélienne. Le Haut-Commissariat aux droits de l'Homme de l'ONU déplore ainsi la mort, en deux mois, de plus de 1 000 personnes qui cherchaient à obtenir de l'aide humanitaire.
Selon Jens Laerke, porte-parole du Bureau de la coordination des affaires humanitaires de l'ONU (Ocha), il s'agit de « l'une des opérations d'aide humanitaire les plus entravées, non seulement aujourd'hui dans le monde, mais aussi dans l'histoire récente »,.

## Aides humanitaires
Pour faire face à la crise humanitaire dans la bande de Gaza, en raison de la riposte armée israélienne et d'un siège presque total de l'enclave, l'aide humanitaire internationale s'active.
Concrètement, les tonnes de fournitures humanitaires avaient jusqu'alors été « fournies à Gaza par le biais d'un mécanisme géré conjointement avec les États-Unis, l'Égypte et l'ONU » ; elles passent d'Israël en Égypte via le poste-frontière de Nitzana (sud de Gaza) où elles sont soumises à un contrôle de sécurité, pour être ensuite acheminées par le poste-frontière de Rafah, à la frontière entre l'Égypte et Gaza, et enfin transférées aux agences de l'ONU pour organiser leur distribution, indique le directeur du département civil de la Coordination des activités gouvernementales dans les territoires (COGAT), en contact avec les agences humanitaires internationales opérant sur le terrain.
Le 15 novembre, un premier camion chargé de plus de 23 000 litres d'essence venant d'Égypte entre dans la bande de Gaza « mais leur utilisation a été restreinte par les autorités israéliennes, (et servira) seulement pour le transport de l'aide » humanitaire et non pas « pour faire fonctionner l'approvisionnement en eau ou les hôpitaux », déplore le patron de l'UNRWA à Gaza.
Parallèlement à son rôle de coordination des interventions d'urgence et de distribution d'aides humanitaires, le Programme alimentaire mondial facilite la collecte des dons de particuliers, notamment avec son application de collecte de fonds ShareTheMeal pour les personnes souffrant de la faim. Le programme annonce à la fin aout 2024 suspendre les mouvements de son personnel à Gaza à la suite de tirs israéliens visant ses membres et « d'une série d'événements inutiles liés à la sécurité qui ont mis en danger les vies des équipes du PAM à Gaza ».
En mars 2024, World Central Kitchen affrète un navire depuis Chypre pour acheminer 200 tonnes de nourritures pour la Bande de Gaza.
En août 2024, l'OMS annonce l'envoi de plus d'un million de vaccins contre la polio dans la bande de Gaza et demande un cessez-le-feu pour assurer la réussite de la vaccination,.
Au moins 333 travailleurs humanitaires ont été tués dans la bande de Gaza à la date du 1 décembre 2024 selon l'ONU.

### Croix rouge
Un peu plus d'une semaine après l'attaque du Hamas contre Israël, le Premier ministre Benyamin Netanyahou accepte l'acheminement d'une aide humanitaire de la Croix rouge (nourriture, médicaments, eau...) en provenance d'Égypte, qui traverse le poste-frontière de Rafah à destination des civils gazaouis mais précise que ces fournitures ne doivent pas atteindre le groupe terroriste Hamas. Le 21 octobre, la frontière de Rafah s'ouvre plus largement.

### Algérie
L'Algérie envoie une aide humanitaire à Gaza dès le début du conflit via un pont aérien composé de plusieurs avions appartenant à l'armée de l'air. Le Croissant-Rouge algérien fait une collecte des dons en faveur des familles touchées par la guerre à Gaza. Le gouvernement algérien décide également d'accueillir 400 enfants touchés par la guerre. Deux petites filles blessées sont les premières à arriver pour recevoir des soins médicaux à l'Hôpital militaire d'Aïn Naâdja.

### Église catholique
L'Église catholique apporte une soutien à la population de Gaza à travers ses structures sur place, notamment à travers Caritas Jérusalem qui a mis en place une clinique temporaire dans le nord du territoire en février 2024 et huit cliniques mobiles pour les personnes déplacées à Rafah. Un technicien de laboratoire et un pharmacien travaillant pour Caritas Jérusalem ont été tués lors de bombardements en octobre et en novembre 2023,,.
Un autre membre du réseau Caritas Internationalis, l'agence américaine Catholic Relief Services (CRS) fournit également une aide directe sur place, ayant atteint en avril 2024 750 000 personnes avec de la nourriture, des couvertures, des abris et d'autres types d'articles. La plupart des opérations du CRS de la moitié nord de la bande de Gaza ont dû être arrêtés et ont été rétablies dans le sud.

### Égypte
Le 1er novembre, l'Égypte accueille pour la première fois sur son sol 81 grands blessés venus du territoire de la bande de Gaza. Cette ouverture exceptionnelle permet également l'évacuation de 545 binationaux et étrangers comprenant 22 membres de Médecins sans frontières dont 4 Français, selon l'ONG. Ils sont suivis le lendemain par 400 ressortissants étrangers et 60 blessés.

### Union européenne
À partir du 17 octobre, l'Union européenne (UE) met en place une opération de pont aérien humanitaire sous la forme de plusieurs vols à destination de l'Égypte, en vue d'acheminer des fournitures vitales (dont des abris, des médicaments et des kits d'hygiène...) à des organisations humanitaires comme l'UNICEF présentes sur le terrain à Gaza.
Après avoir multiplié son aide par trois, l'UE augmente de 25 millions d'euros son aide humanitaire, le 6 novembre, ce qui quadruple l'aide humanitaire européenne en faveur des civils de Gaza, qui s'élève à plus de 100 millions d'euros cette année.

### France
Le 20 octobre, le président Emmanuel Macron assure une hausse de 10 millions d'euros sur l'aide humanitaire française apportée aux Palestiniens. Après l'envoi du porte-hélicoptères français Tonnerre qui participe à des opérations de secours pour les populations civiles de la bande de Gaza, et relayé par le Dixmude, fin octobre, la France affrète un vol spécial pour l'Égypte, afin d'acheminer 54 tonnes d'aide humanitaire d'urgence (kits médicaux d'urgence, médicaments, respirateurs d'urgence, lampes solaires, générateurs des tentes...) pour la population gazaouie. Les 3 et 5 novembre, deux autres vols transportent au total 37 tonnes de fret humanitaire, remis au Croissant-Rouge égyptien (en).Le 9 novembre, Paris accueille une conférence humanitaire internationale en faveur de l'aide à la population civile de Gaza, avec des représentants des États, des principaux bailleurs, des organisations internationales et ONG actives à Gaza>, qui permet de réitérer de nombreux appels en vue d'un cessez-le-feu et d'atteindre 1,2 milliard d'euros d'engagements nouveaux des partenaires, et se conclut par un discours de la ministre Catherine Colonna. Le 17 novembre, Emmanuel Macron annonce que la France va envoyer un quatrième vol pour Gaza, un porte-hélicoptères et va accueillir des enfants palestiniens malades pour être soignés dans les hôpitaux français.Ayant déjà fourni plus de 200 tonnes d'aide de biens de première nécessité et de médicaments à la population palestinienne de Gaza, la France indique le 18 décembre vouloir tripler son aide, en livrant 700 tonnes d'aide supplémentaire dont la moitié partira deux jours plus tard du port du Havre par bateau.

### Allemagne
Le 23 octobre, l'Allemagne augmente de 50 millions d'euros son aide humanitaire pour la population des territoires palestiniens qui est « également des victimes de cette attaque terroriste du Hamas » du 7 octobre, déclare la ministre des Affaires étrangères Annalena Baerbock. Cette aide constituée de denrées alimentaires de base, soins médicaux et produits d'hygiène se répartit entre l'Office de secours et de travaux des Nations Unies pour les réfugiés de Palestinie, l'UNRWA (19 millions d'euros supplémentaires pour de l'aide alimentaire à Gaza), le Programme alimentaire mondial, le PAM (18,7 millions d'euros additionnels) pour les habitants de Gaza et de Cisjordanie en nourriture, le Fonds des Nations Unies pour l'enfance, l'UNICEF (5 millions d'euros en biens humanitaires) pour des familles à Gaza, en Cisjordanie et à Jérusalem‑Est, le Comité international de la Croix-Rouge, le CICR (5 millions d'euros supplémentaires) pour du matériel para-médical, la Croix‑Rouge et le Croissant‑Rouge (2,3 millions d'euros).
Cette augmentation ponctuelle porte à quelque 123 millions d'euros l'aide humanitaire mise à disposition des territoires palestiniens par l'Allemagne en 2023.

### Grande-Bretagne
Après avoir déjà débloqué deux tranches d'aide, d'abord de 10 millions de livres (11,5 millions d'euros), puis de 20 millions (23 millions d'euros) à la fin d'octobre, le Royaume-Uni, décide de doubler son aide humanitaire pour Gaza avec un nouveau financement de 30 millions de livres consacré à de l'aide vitale (abris, matériel médical), selon le communiqué du nouveau ministre britannique des affaires étrangères, David Cameron.

### Luxembourg
Fin octobre, le Luxembourg apporte des contributions supplémentaires d'un montant de 2,5 millions d'euros en aide humanitaire aux efforts internationaux dans la région, répartis entre l'UNRWA, le CICR, le PAM, l'OCHA ou le NRC (Norwegian Refugee Council), auxquels s'ajoutent un soutien aux ONG luxembourgeoises (Handicap International Luxembourg et Caritas Luxembourg) avec 100 000 euros chacune, afin d'appuyer leurs interventions humanitaires au Liban et en Cisjordanie.

### Canada
Le 27 octobre, le ministre du Développement international canadien, Ahmed Hussen, annonce que son gouvernement versera une somme équivalente aux dons des particuliers effectués dans le cadre de l'appel d'urgence humanitaire pour Gaza de la Coalition humanitaire, à concurrence de 10 millions de dollars, en veillant par le biais de procédures et de contrôles à ce que l'aide parvienne aux civils innocents et pas entre les mains du Hamas. Il s'agit de procurer une protection des enfants, des abris, de l'aide alimentaire et nutritionnelle d'urgence, ainsi que des services essentiels en matière d'approvisionnement en eau, d'assainissement et de santé et des soins médicaux.

### Jordanie
Début novembre, la Jordanie agit avec le soutien d'Israël et des États-Unis, en larguant une aide médicale d'urgence à Gaza à l'aide de parachutes, destinée à un hôpital de campagne jordanien sur le point de manquer de fournitures, pour « aider (ses) frères et sœurs blessés dans la guerre contre Gaza ».

### Émirats arabes unis
Depuis le déclenchement de la crise à Gaza, les Émirats arabes unis fournissent une aide humanitaire et des fournitures d'urgence à la bande de Gaza ainsi que l'allocation d'une aide humanitaire de 20 millions de dollars à l'enclave assiégée et la mise en place d'un hôpital de campagne. Cinquante-et-un avions transportant 1 400 tonnes de nourriture, de médicaments et de secours, ont déjà été envoyés, en coordination avec des organisations internationales telles le P.A.M. de l'ONU. Dans le cadre d'une initiative lancée en faveur de 1 000 enfants palestiniens malades, quinze d'entre eux accompagnés de leur famille venus de Gaza atterrissent le 18 novembre à Abu Dabi pour y être soignés.

### Négociations
Début novembre, le ministre français Sébastien Lecornu déclare : « Si Israël doit se défendre, et doit mettre le Hamas hors d'état de nuire, il n'en demeure pas moins que les populations civiles de Gaza doivent être préservées et le meilleur moyen de les préserver, c'est aussi de les soigner » et la France prend des décisions en ce sens en envoyant de l'aide humanitaire transitant par l'Égypte. Le ministre essaie également d'entraîner les autres États dans cette même démarche « pour faire effet de levier ».
Le 5 novembre, le président turc Recep Tayyip Erdoğan indique que son pays travaille pour garantir un flux ininterrompu d'aide humanitaire à Gaza.
Les représentants du G7 publient une déclaration en faveur de « pauses et de corridors humanitaires », mais ne plaident pas pour un cessez-le-feu total.
Le 20 novembre, le CICR annonce que sa présidente Mirjana Spoljaric Egger a fait le voyage du Qatar pour y rencontrer le chef du Hamas Ismaïl Haniyeh afin d' « avancer sur les questions humanitaires liées au conflit ».